# Super Mario World
Super Mario World (スーパーマリオワールド, Sūpā Mario Wārudo) és un videojoc de plataformes desenvolupat i publicat per Nintendo per a la consola Super Nintendo. Va ser el joc més venut per a aquesta plataforma, amb 20 milions de còpies venudes a tot el món. Al Japó, aquest videojoc és conegut també com a Super Mario Bros. 4 i va ser un dels títols de llançament per al sistema, juntament amb Pilotwings i F-Zero. El joc va ser rellançat per a Game Boy Advance (amb el nom de Super Mario World: Super Mario Advance 2 i amb noves característiques) i per a la Virtual Console de Wii, Wii U i New Nintendo 3DS, i es va incloure en la Nintendo Classic Mini: Super Nintendo Entertainment System i en el servei Nintendo Switch Online. Té la seva versió pirata per a NES.
La trama se centra en la recerca que Mario i Luigi han d'emprendre per salvar la «Dinosaur Land» i rescatar a la Princesa Toadstool de les urpes de Bowser, l'antagonista principal de la sèrie. Tots dos germans han de viatjar per set mons per restaurar l'ordre a «Dinosaur Land». El joc, es va basar en el gameplay d'anteriors lliuraments de la saga, i a més van ser introduïts nous poders que augmenten les habilitats dels personatges, juntament amb altres aspectes que van servir com a base per a diversos títols posteriors de la sèrie. El petit dinosaure verd, Yoshi, és introduït per primera vegada en tota la història de la sèrie; al seu torn aquest li permet en Mario muntar-s'hi, i amb això avançar més ràpid a través de «Dinosaur Land». Miyamoto va comentar que des de la producció de Super Mario Bros., desitjava incloure un dinosaure perquè fos el company de Mario durant la seva aventura. En aquesta lliurament, van ser inclosos nous power-ups que li permeten al jugador percebre noves opcions de gameplay; d'entre els nous ítems que figuren en aquest lliurament, destaca la «Gorra de Ploma», la qual li permet al protagonista adquirir una capa amb la qual pot volar per un cert temps, quelcom semblant a Super Mario Bros. 3.
El joc va ser un èxit crític i comercial, amb vendes de més de 20 milions de còpies a tot el món. Ha estat rellançat tres vegades; la primera com a part d'una combinació per a Super Mario All-Stars per la SNES el 1994. En segon lloc, va ser posat a la venda per a la consola portàtil GameBoy Advance, amb un gameplay modificat, sent la segona part de la sèrie Super Mario Advance, en la qual va adquirir el nom de Super Mario Advance 2: Super Mario World. El seu tercer rellançament va ser per la Consola Virtual de la consola Wii, als Estats Units i el Canadà durant l'any de 2007; va haver-hi pocs canvis respecte a la versió original per SNES. El seu llançament original al Japó va ser el 21 de novembre de 1990, als Estats Units el 13 d'agost de 1991 i a Europa el 4 de juny de 1992.

## Argument
Després de salvar el Regne Xampinyó (Mushroom Kingdom) a Super Mario Bros. 3, en Mario, en Luigi i la Princesa Toadstool se'n van de vacances a Dinosaur Land per a recuperar-se de les seves aventures. Però mentre en Mario i en Luigi jeuen a la platja, la Princesa desapareix, aparentment segrestada per forces malèfiques. Els dos germans la busquen durant hores i es topen amb un ou gegant, que es trenca i de dins en surt un dinosaure anomenat Yoshi.
En Yoshi explica a en Mario i en Luigi que altres dinosaures com ell han estat tancats en ous semblants per un grup de tortugues monstruoses. En Mario i en Luigi arriben a la conclusió que tot això és obra d'en Bowser i decideixen anar-lo a buscar per a rescatar la Princesa i els amics d'en Yoshi. El dinosaure s'uneix a ells i entrega a en Mario una capa màgica que el pot ajudar en la seva nova aventura.
Els herois hauran de viatjar per Dinosaur Land enfrontant-se amb els set fills d'en Bowser per a alliberar els dinosaures atrapats en ous i finalment s'hauran de veure les cares amb el mateix Bowser per a rescatar la Princesa i salvar aquesta terra.

## Jugabilitat

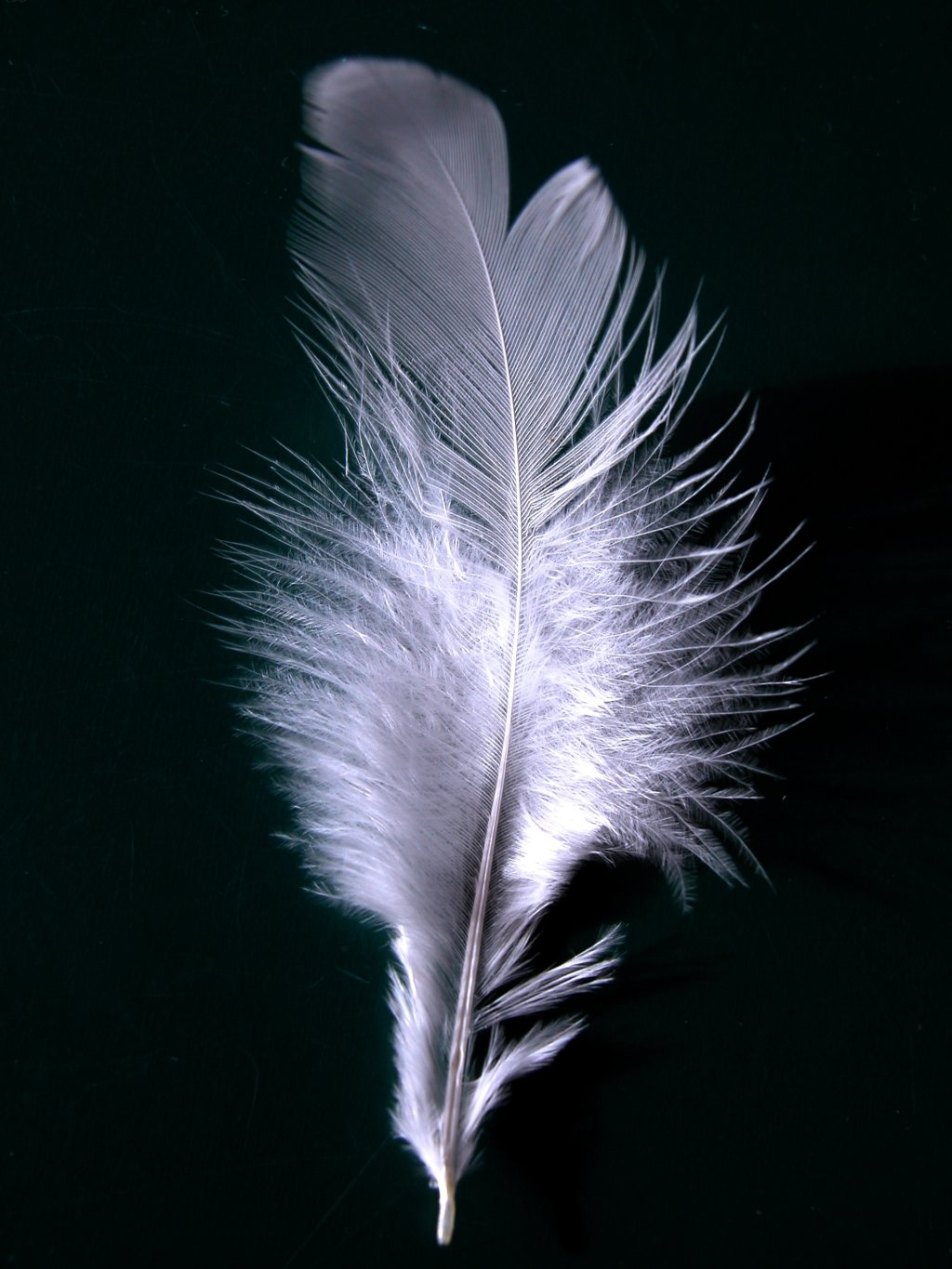
A Super Mario World, a més dels poders típics de la sèrie com el «Super Xampinyó», també es van afegir nous power-ups, en aquest cas, la «Gorra de Ploma», la qual pot ser activada una que vegada que en Yoshi li regala un ítem en forma de ploma en Mario, amb la qual pot volar per un cert temps.

És un joc de plataformes de desplaçament lateral, com els seus predecessors. El joc consisteix en un viatge a través de diverses zones repartides en set mons. Algunes zones són secretes i només s'hi pot accedir trobant una sortida secreta en una altra zona. Hi ha diversos camins per arribar al final del joc, però es pot arribar a guanyar el joc passant només per 12 zones. El joc té 96 sortides de nivell en total.
Tal com ja passava a Super Mario Bros. 3, a Super Mario World hi ha un mapa del món per on hom pot viatjar per a triar la zona que vol jugar, d'entre les disponibles fins al moment. Hi ha un total de 72 zones repartides entre els set mons, amb un total de 96 sortides. Les zones que tenen sortides secretes estan marcades al mapa amb un punt vermell, mentre que les que només tenen una sortida normal estan marcades amb un punt groc. Les sortides secretes fan aparèixer nous camins al mapa que poden portar a zones secretes.
Tant en Mario com en Luigi poden anar a peu o damunt d'en Yoshi. Hi ha Yoshis de quatre colors diferents: verd, groc, vermell i blau. El verd és el Yoshi normal i més habitual, i els altres tenen habilitats especials quan es mengen una closca de Koopa. Els Yoshis blaus poden volar, els vermells poden escupen foc i els grocs fan tremolar el terra quan salten, fent mal als enemics més propers. Qualsevol Yoshi pot tenir qualsevol d'aquests poders si es menja una closca d'aquests mateixos colors; és a dir, qualsevol Yoshi pot volar amb una closca blava, escopir foc amb una closca vermella i fer tremolar el terra amb una closca groga. També es poden combinar el poder del Yoshi i el de la closca: per exemple, si un Yoshi vermell es menja una closca blava llavors pot volar (perquè la closca és blava) i escopir foc (perquè el Yoshi és vermell). Finalment, si un Yoshi es menja un Koopa multicolor obté tots els poders. Els Yoshis verds es poden trobar en zones normals i són grans des del principi. Els Yoshis d'altres colors es poden trobar només al principi de les zones de la Carretera Estrella i comencen sent petits. Per a fer-lo créixer, en Mario l'ha d'agafar i fer-li menjar cinc enemics, tres baies o un power-up. Un cop crescuts, ja s'hi pot pujar a sobre.

### Mons
- Illa d'en Yoshi (Yoshi's Island). És el primer món, amb poques zones i sense sortides secretes. Inclou la Casa d'en Yoshi (Yoshi's House) i la Muntanya de Kappa (Kappa Mountain), on hi ha el Palau de l'Interruptor Groc (Yellow Switch Palace). L'enemic final del castell és l'Iggy.
- Planes del Donut (Donut Plains). És un món amb forma de donut, on es poden trobar les primeres zones amb sortides secretes i la primera Casa Fantasma (Ghost House). L'enemic final del castell és en Morton.
- Cúpula de Vainilla (Vanilla Dome). És un món format principalment per zones subterrànies a l'interior de la cúpula, però es pot accedir al cim de la cúpula a través de sortides secretes. Al cim s'hi pot trobar la primera Fortalesa (Fortress). L'enemic final del castell és en Lemmy.
- Àrea dels ponts. Inclou el Pont de Formatge (Cheese Bridge), el Pont de Mantega (Butter Bridge), el Llac de Soda (Soda Lake) i la Muntanya de Galeta (Cookie Mountain). L'enemic final del castell és en Ludwig.
- Bosc de la Il·lusió (Forest of Illusion). És un món laberíntic on la majoria de zones tenen sortides secretes. L'enemic final del castell és en Roy.
- Illa de Xocolata (Chocolate Island). Conté zones principalment a la superfície de l'illa, amb algunes zones secrets subterrànies. L'enemic final del castell és al Wendy.
- Vall d'en Bowser (Valley of Bowser). La seva entrada principal és a través del Vaixell Enfonsat (Sunken Ghost Ship). És l'últim món, caracteritzat per zones subterrànies i fosques. L'enemic final del castell és en Larry. Aquest món inclou també el Castell d'en Bowser, on es troba en Bowser, l'enemic final del joc.

#### Mons secrets
- Carretera Estrella (Star Road). Un món amb forma d'estrella, amb 5 zones que es poden arribar a connectar resseguint el perímetre de l'estrella. S'hi pot arribar des dels mons normals a través de 5 accessos secrets, cadascun dels quals porta a una punta de l'estrella. A les zones de l'estrella es poden aconseguir els Yoshis de colors i totes tenen sortides secretes. Des d'una de les zones es pot arribar a un sisè accés secret que condueix a la Zona Especial.
- Zona Especial (Special Zone). Aquest món inclou 8 zones amb característiques úniques i amb una dificultat en general superior a la mitjana, tot i que no tenen sortides secretes. Els noms de les zones i la música també són diferents dels habituals. Després de guanyar les 8 zones apareix un últim accés estrella que porta a la Casa d'en Yoshi. També canvien alguns colors del mapa (principalment un intercanvi de tons verds i marrons) i l'aspecte i el nom d'alguns enemics.

### Tipus de zones
A Super Mario World hi ha diferents tipus de zones, cadascun amb característiques particulars:
- Zona normal. Zona qualsevol on en Mario ha d'anar avançant fins al final, on hi ha una porteria (com una porteria de rugbi). Quan en Mario travessa la porteria s'acaba la zona. Aquesta porteria té una cinta que es mou amunt i avall. Si en Mario la trenca rep estrelles, en funció de l'alçada en què es trobi, fins a un màxim de 50 (quan la cinta és a dalt de tot). Per cada 100 estrelles acumulades en Mario juga un joc de bonus on pot aconseguir vides extra.
- Zona normal amb sortides especials. A més de la porteria al final, hi ha una o més sortides secretes. La sortida secreta pot ser una porteria alternativa o un forat d'un pany on s'ha de ficar una clau amagada dins de la zona.
- Casa d'en Yoshi. És on comença el joc. Hi ha baies que es pot menjar en Yoshi.
- Palau de l'Interruptor. N'hi ha quatre, cadascun d'un color diferent (groc, verd, vermell i blau). Consisteixen en una primera pantalla on hi ha alguns enemics i/o monedes i al final hi ha un tub que porta a la sala de l'interruptor. En Mario ha de saltar a sobre de l'interruptor per activar-lo. En moltes zones del joc hi ha quadrats dibuixats amb línies de punts d'un color. Quan en Mario activa l'interruptor del color corresponent, en aquests quadrats apareixen blocs amb signes d'exclamació. Això pot fer més fàcils aquestes zones, perquè sovint formen terres damunt de barrancs. Un cop activat un interruptor ja no es pot repetir el seu palau.
- Castell. N'hi ha un al final de cada món, i cadascun pertany a un dels fills d'en Bowser. En Mario ha d'avançar fins al final del castell, on s'ha d'enfrontar amb un fill d'en Bowser. Quan el derrota, el castell és destruït i en Mario rescata un dels ous. Es pot repetir un castell prement L + R.
- Casa Fantasma. En Mario ha d'avançar per l'interior d'una casa plena de fantasmes. Aquests cases solen ser una mica laberíntiques i algunes tenen sortides secretes.
- Fortalesa. És semblant a un castell, però com a enemic final hi ha quatre dinosaures anomenats Reznor. Hi ha quatre fortaleses, i la majoria estan en camins alternatius.
- Vaixell enfonsat. És un vaixell enfonsat ple de fantasmes que guarda l'entrada a la Vall d'en Bowser.
- Castell d'en Bowser. És l'última zona del joc. En Mario pot triar parcialment el camí dins del castell triant entre portes numerades. S'hi pot entrar per la porta del davant o per la del darrere (secreta). Al final de tot en Mario s'ha d'enfrontar amb en Bowser.

A més d'aquests tipus de zones, al mapa també hi ha altres elements:
- Estrelles. Permeten entrar i sortir de la Carretera Estrella.
- Tubs. Comuniquen diferents parts del mapa.

### Novetats des de Super Mario Bros. 3
- En Mario pot anar a sobre d'en Yoshi.
  - Si és ferit en aquesta situació descavalca sense rebre mal, però en Yoshi marxa corrent.
  - En Yoshi pot menjar baies, enemics i altres objectes.
- Possibilitat de desplaçar la pantalla cap a l'esquerra o la dreta mitjançant els botons L i R.
- Es pot guardar la partida.
- Cada cop que es carrega la partida es pot triar entre 1 jugador (Mario) o 2 jugadors (Mario i Luigi).
- Es poden transferir vides entre els dos jugadors.

### Edició
Actualment hi ha varietat d'aplicacions per editar el contingut del joc en format ROM. La més coneguda i utilitzada és el Lunar Magic, que edita els diversos nivells del joc, el mapa i el títol de la introducció.
Una altra aplicació és el Lunar IPS, que pot llegir un ROM sense canvis i el ROM modificat copiant així les dades diferents a un arxiu en format .ips, que després poden ser aplicades a un altre ROM original i quedar-se amb el que diríem hack-rom. Això s'utilitza molt per a transferir els ja anomenats hack-roms per internet estalviant-se molt de pes dels arxius.

## Desenvolupament
| Director                | Takashi Tezuka                               |
| Programadors            | Shigehiro Kasamatsu Tatsunori Takakura       |
| Director d'àrea         | Katsuya Eguchi                               |
| Programador principal   | Toshihiko Nakago                             |
| Gràfics                 | Shigefumi Hino                               |
| Música                  | Kōji Kondō                                   |
| Productors              | Shigeru Miyamoto Hiroshi Yamaushi (executiu) |
| Mapa general            | Tatsuo Nishiyama                             |
| Director de programació | Toshihiko Nakago                             |
| Director de sistemes    | Toshio Iwawaki                               |
| Programador d'objectes  | Kazuaki Morita                               |
| Referència              | [ 10 ]                                       |

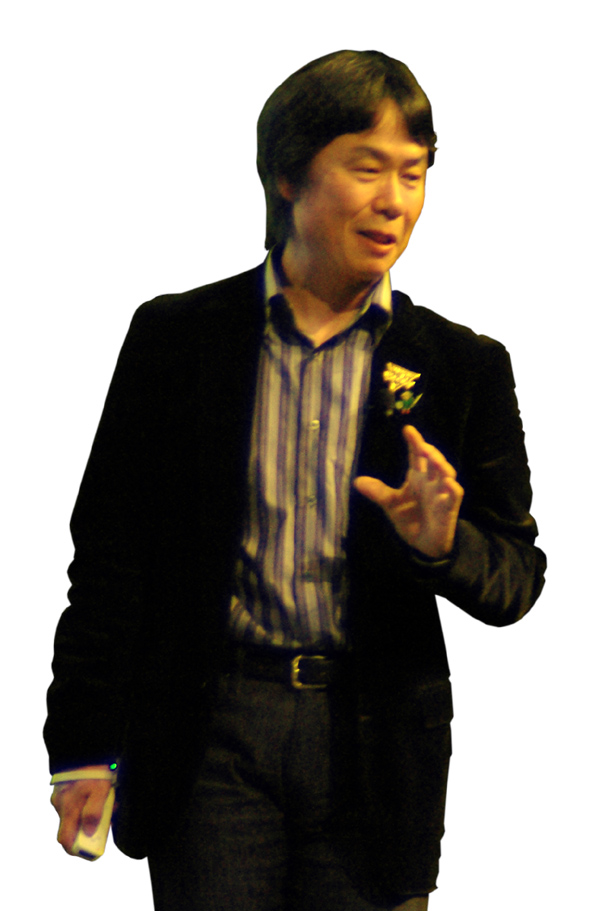
Shigeru Miyamoto, el productor de Super Mario World, ha col·laborat de forma important en el desenvolupament de cada joc de la saga Super Mario Bros.

El joc va ser dirigit igual que en anteriors videojocs de la franquícia, per Takashi Tezuka i produït per Shigeru Miyamoto, el qual va ser el creador de la sèrie The Legend of Zelda i de Mario, juntament amb Shigefumi Hino com a dissenyador gràfic. El joc va ser desenvolupat per l'equip del Nintendo Entertainment Analysis and Development, encapçalat per Miyamoto. Va prendre tres anys desenvolupar el joc amb un equip de 16 persones. No obstant això, Miyamoto va declarar que sentia que el joc estava incomplet i el seu desenvolupament va ser quelcom precipitat, expressant la seva esperança que amb el temps els jocs per al sistema permetessin una major emoció i història.
Miyamoto va declarar que sempre va voler incloure a un dinosaure com a company de Mario des de Super Mario Bros.; no obstant això, els enginyers de Nintendo no podien adaptar-lo al joc a causa de les limitacions gràfiques de la Nintendo Entertainment System. Va dir que «finalment vam poder aconseguir que Yoshi estigués en els taulers de dibuix amb la SNES». Yoshi va ser integrat al joc d'una sola grandària i de quatre colors diferents, amb diverses habilitats i amb un «apetit» descomunal. Per a aquest llavors, Nintendo va arribar tard al mercat dels 16 bits, el qual va ser a poc a poc suplantat per la consola de Sega, Mega Drive. Un nou joc, Sonic the Hedgehog, va ajudar al fet que la consola creés nombroses vendes, i que augmentés la popularitat de Sega. Super Mario World va arribar el 1991 juntament amb la Super Nintendo Entertainment System a Amèrica.

## Rellançaments
Després de l'èxit de Super Mario World, el joc va ser inclòs en una versió especial de Super Mario All-Stars titulat «Super Mario All-Stars + Super Mario World», que va ser llançat el 1994 als Estats Units i a Europa com un joc inclòs per al set del SNES, «Super Mario Set». El 2001, l'equip de Nintendo R&D2 va crear una versió de Super Mario World per la Game Boy Advance anomenada Super Mario World: Super Mario Advance 2. Alguns nivells van ser ínfimament modificats, però el canvi més notable va ser que el joc sol era per a un jugador, en comptes de dos. Luigi seguia sent controlable; però aquesta vegada com un personatge alternatiu; podia saltar més alt que Mario, però corria lleugerament més lent que aquest, a més a Mario i a Luigi els van posar veus. Els seus sprites van ser canviats de nou i les seves aparences s'assemblaven més a les del joc original per Super Mario Advance, que estava basat originalment en Super Mario Bros. 2.Super Mario World va ser un dels primers jocs anunciats per a la Consola Virtual de la Wii. Va ser rellançat al Japó el 2 de desembre de 2006; als Estats Units el 5 de febrer de 2007 i quatre dies després en territori europeu. Una petita demo a contrarellotge està disponible en la secció «Clàssics» del joc llançat el 2008 per a la consola Wii, Super Smash Bros. Brawl.

## Música

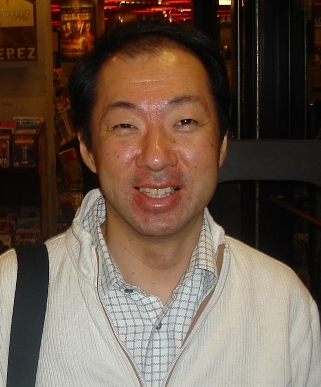
Koji Kondo.

Kōji Kondō va compondre totes les pistes usades a Super Mario World, usant únicament un teclat electrònic. La majoria de les cançons usades en el joc —amb excepció de les reproduïdes en la pantalla de títol, els crèdits, el mapa general, i la lluita contra Bowser—, són variacions d'una mateixa melodia. La música és reproduïda normalment en els nivells estàndard del mapa general. Aquesta mateixa es desaccelera i s'agrega un ressò per als nivells en cavernes; a més és lenta i melòdica per als nivells aquàtics (en 3/₄ o temps de vals), i és reproduïda ràpidament quan els nivells es desenvolupen en un mitjà aeri. Quan es munta a Yoshi dins de qualsevol nivell, a la melodia se li afegeix un parell de bongos. Els temes dels castells i de la «Ghost House» tenen part de la música bàsica de Super Mario World, però reproduïdes en una lentitud menor per evocar major ansietat. A «Special World» sona una nova versió amb tambors metàl·lics del tema principal de Super Mario Bros.

## Recepció
Super Mario World va tenir bones crítiques després del seu llançament, a més va continuar rebent bones crítiques amb el pas dels anys. En el lloc web de compilació de ressenyes GameRankings, el joc va rebre puntuacions molt positives, amb una puntuació mitjana del 97%. Allgame li va atorgar al joc cinc estrelles de cinc, elogiant els gràfics, el so, i la seva rejugabilitat. Va ser classificat com el vuitè millor joc per a qualsevol consola de Nintendo en la llista del «Top 200 Games» de Nintendo Power. La Official Nintendo Magazine va classificar al joc dins de la setena posició de la seva llista dels «100 millors jocs de Nintendo de tots els temps». Els lectors de Famitsu el van classificar en el 61è lloc en la llista dels «100 millors videojocs». En una enquesta duta a terme per la revista britànica especialitzada en cinema Empire, el joc va ser votat com el «millor videojoc de tota la història». El joc va ser classificat com el quart millor títol en la sèrie de jocs de Mario segons ScrewAttack. En l'anàlisi de la versió per a la Consola Virtual, IGN va dir que «l'aplicació hauria de ser descarregada per aquells que no van tenir la versió per Game Boy» i li va donar un 8,5 sobre 10.
El títol va vendre prop de 20 milions de còpies a tot el món, sent un dels videojocs amb millors vendes de tots els temps. Sent un «joc inclòs» per la Super Nintendo Entertainment System, Super Mario World va ajudar a popularitzar la consola, de la qual es van vendre 49,1 milions d'unitats a nivell mundial, incloent 23,35 milions en el continent americà, i 17,17 milions addicionals al Japó. En una enquesta duta a terme el 2008, Yoshi va ser votat com el tercer personatge favorit de videojocs al Japó, només darrere de Cloud Strife i Mario, els quals van quedar en el segon i primer lloc, respectivament.

## Llegat
Poc més d'un mes després del llançament del joc a Amèrica, DiC Entertainment va produir una sèrie animada basada en el joc, malgrat que alguns elements del joc havien estat canviats o reanomenats. DiC Entertainment va llançar després Super Mario All Stars, que va ser una compilació dels dibuixos animats previs basats en Super Mario. Un spin-off de Super Mario World va ser planejat per a la consola de Philips, el CD-i, conegut com a Super Mario's Wacky Worlds, produït per la companyia NovaLogic, però va ser cancel·lat durant el seu desenvolupament. El joc va permetre l'existència d'una preqüela anomenada Super Mario World 2: Yoshi's Island. El personatge de Yoshi ha tornat en bastants jocs de Mario; el qual pot ser muntat dins dels jocs Super Mario Sunshine, New Super Mario Bros. Wii, i a Super Mario Galaxy 2; a més, fa un petit cameo a Super Mario 64, sent també un personatge important en el seu remake, Super Mario 64 DS. El 2011, IGN va situar el Super Mario World com el 5è millor títol de la SNES, en un llistat titulat com «Els 100 millors jocs de SNES».